# Leptogenys exigua
Leptogenys exigua é uma espécie de formiga do gênero Leptogenys, pertencente à subfamília Ponerinae.